# František Šebestián Vratislav z Mitrovic
František Šebestián hrabě Vratislav z Mitrovic (německy Franz Sebastian Graf Wratislaw von Mitrowicz, †1684, Malta) byl český šlechtic a rytíř Maltézského řádu. Spolu se svými staršími bratry byl v roce 1651 povýšen do hraběcího stavu. V letech 1667–1675 byl velkopřevorem Maltézského řádu v Čechách.

## Životopis

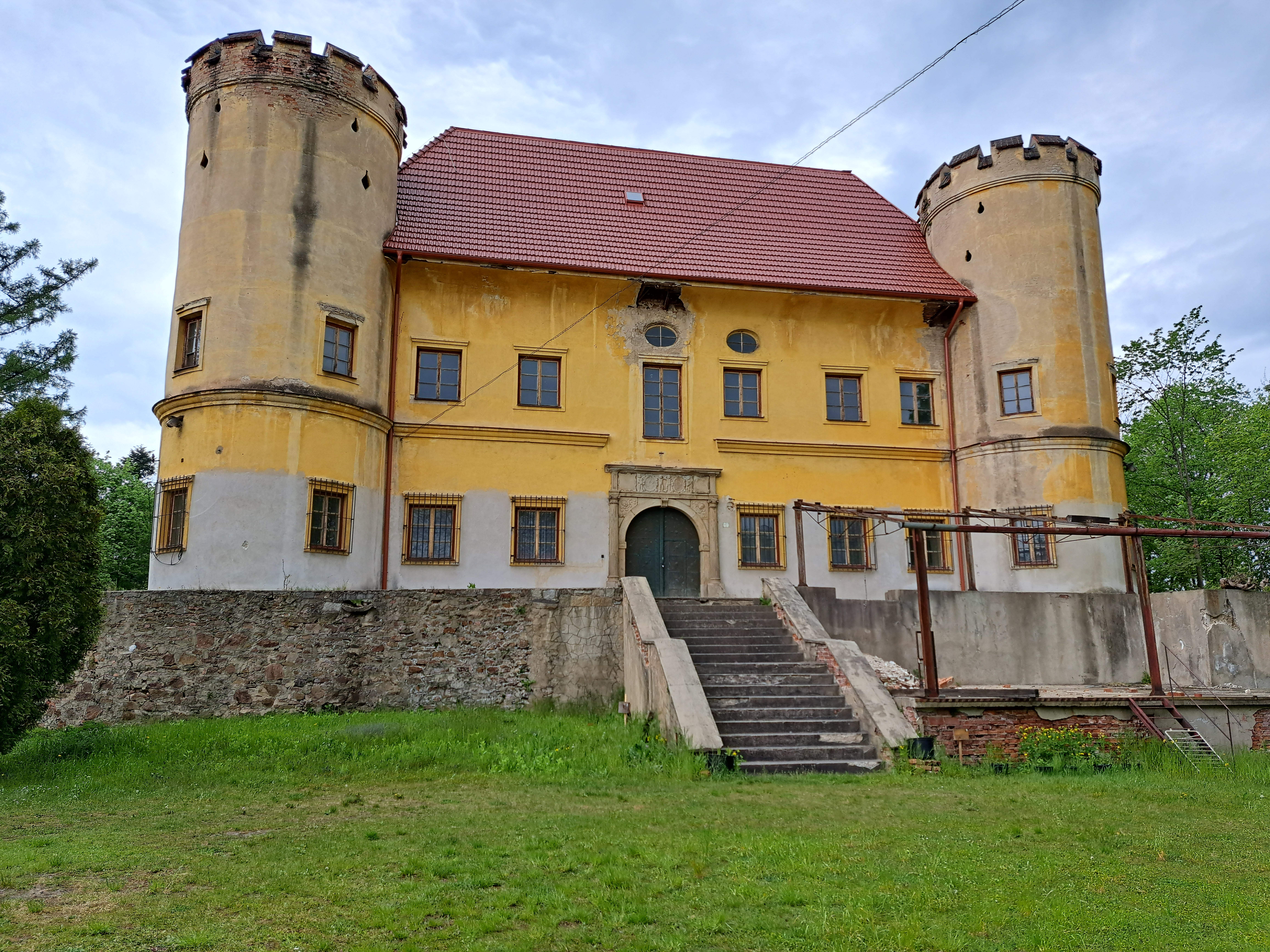
Zámek Dívčí hrad, sídlo Františka Šebestiána Vratislava jako komtura řádové komendy Dívčí Hrad (1641–1666)

Pocházel ze starého českého rodu Vratislavů z Mitrovic, patřil k protivínské větvi a narodil se jako nejmladší syn barona Jana Vratislava z Mitrovic (†1628) z jeho prvního manželství s Dorotou Otýlií, rozenou z Předenic. Do Maltézského řádu vstoupil pravděpodobně již v dětském věku spolu se starším bratrem Adamem Vilémem, později působil u českého velkopřevorství. Byl komturem na Dívčím Hradu a v Horní Libchavě, která byla dočasně řádovou komendou vyčleněnou pro rod Vratislavů. a spolu se staršími bratry byl v roce 1651 povýšen do hraběcího stavu (titul platil pouze pro České království). Souběžně postupoval v řádové hierarchii přímo na Maltě, kde zastával různé funkce a jako kapitán vlajkové lodi Capitana velel ve válce proti Turkům (1662).
Po smrti svého staršího bratra Adama Viléma se stal velkopřevorem Maltézského řádu pro České království (1667–1675). Již předtím byl jmenován císařským komořím a tajným radou. Jako velkopřevor byl zároveň členem sboru místodržících Českého království a přísedícím zemského soudu. V Čechách pobýval jen krátce a nechal například opravit později zrušený kostel sv. Prokopa na Malé Straně. V roce 1670 byl vyslán jako člen diplomatického poselstva Maltézského řádu do Vatikánu k papeži Klimentovi X. Z Říma odcestoval na Maltu, kde již trvale zůstal. V roce 1675 rezignoval na post českého velkopřevora, ale později ještě působil jako řádový velkobailli pro německé země (1682). Zemřel na Maltě a byl pochován v katedrále sv. Jana Křtitele ve Valettě. Maltézskému řádu odkázal 50 000 zlatých.
Jeho nejstarší bratr Jiří (†1660) vlastnil Protivín a zastával funkce v zemské správě Českého království, byl mimo jiné královským radou, zemským sudím a hejtmanem Prácheňského kraje. Z potomstva protivínské linie Vratislavů později vynikl významný diplomat hrabě Jan Václav Vratislav z Mitrovic (1670–1712), který byl v závěru své kariéry nejvyšším kancléřem a také velkopřevorem Maltézského řádu v Čechách.